# Hypsurus caryi
Genre
Espèce
Synonymes
- Embiotoca caryi Agassiz, 1853[1]

Hypsurus caryi est une espèce de poissons téléostéens (Teleostei) de la famille des Embiotocidae. C'est le seul représentant du genre Hypsurus.

## Étymologie
Son nom spécifique, caryi, lui a été donné en l'honneur de Thomas Cary (1824-1888) de San Francisco, homme d'affaires, naturaliste amateur et beau-frère de l'auteur, Louis Agassiz.